# Diocesi di Zallata
La diocesi di Zallata (in latino: Dioecesis Zallatensis) è una sede soppressa e sede titolare della Chiesa cattolica.

## Storia
Zallata, nell'odierna Algeria, è un'antica sede episcopale della provincia romana della Mauritania Sitifense.
Unico vescovo conosciuto di questa diocesi africana è Argenzio, il cui nome appare al 20º posto nella lista dei vescovi della Mauritania Sitifense convocati a Cartagine dal re vandalo Unerico nel 484; Argenzio, come tutti gli altri vescovi cattolici africani, fu condannato all'esilio.
Dal 1933 Zallata è annoverata tra le sedi vescovili titolari della Chiesa cattolica; dal 12 febbraio 2024 il vescovo titolare è Wilbroad Henry Kibozi, vescovo ausiliare di Dodoma.

## Cronotassi

### Vescovi residenti
- Argenzio † (menzionato nel 484)

### Vescovi titolari
- Amilcare Pasini † (31 dicembre 1965 - 5 agosto 1971 nominato vescovo di Parma)
- Edvaldo Gonçalves Amaral, S.D.B. (15 febbraio 1975 - 2 settembre 1980 nominato vescovo di Parnaíba)
- Renato Corti † (30 aprile 1981 - 19 dicembre 1990 nominato vescovo di Novara)
- Mathieu Madega Lebouankehan (17 febbraio 2000 - 19 marzo 2003 nominato vescovo di Port-Gentil)
- Thierry Marie Jacques Brac de la Perrière (15 aprile 2003 - 27 agosto 2011 nominato vescovo di Nevers)
- Luiz Henrique da Silva Brito (29 febbraio 2012 - 13 marzo 2019 nominato vescovo di Barra do Piraí-Volta Redonda)
- Jean Pascal Andriantsoavina (8 luglio 2019 - 10 luglio 2023 nominato vescovo di Antsirabé)
- Wilbroad Henry Kibozi, dal 12 febbraio 2024